# 申龍錧
申 龍錧（シン・ヨンカン、SHIN YONG-GWAN, 신용관）は大韓民国の漫画家。日本での漫画連載当初は名前が漢字表記されていたが、途中からカタカナで「シン・ヨンカン」と表記された。
単行本でも名前はカタカナで表記されている。

## 作品
- 退魔針 紅虫魔殺行（原作：菊地秀行） - コミックフラッパーで連載していた。単行本全6巻[1][2]。

## 韓国で発行された単行本
- エターニティ（原作：朴進龍（박진룡））
- ウォン